# Rodolphe de Crousaz

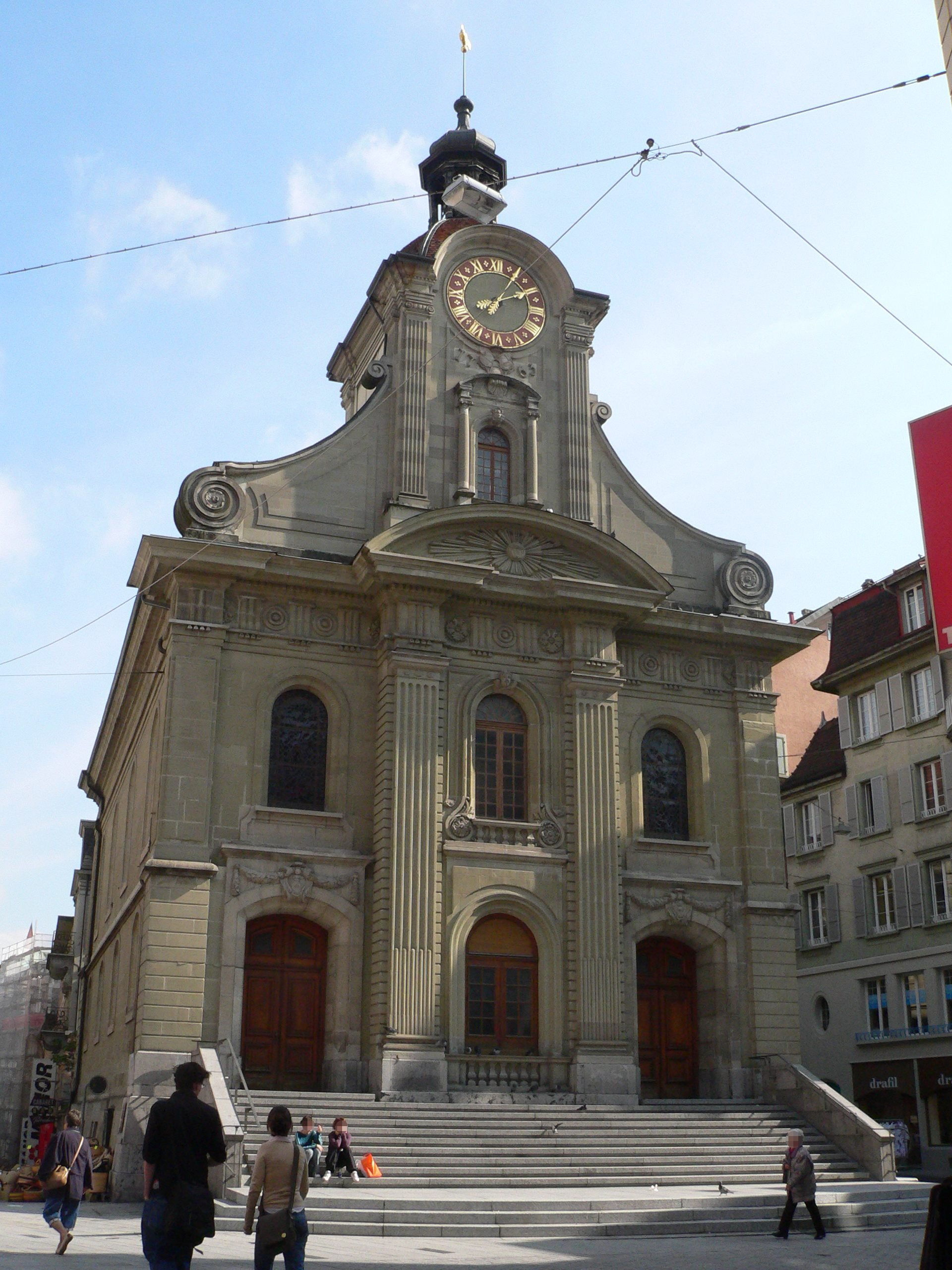
Saint-Laurent, Lausanne

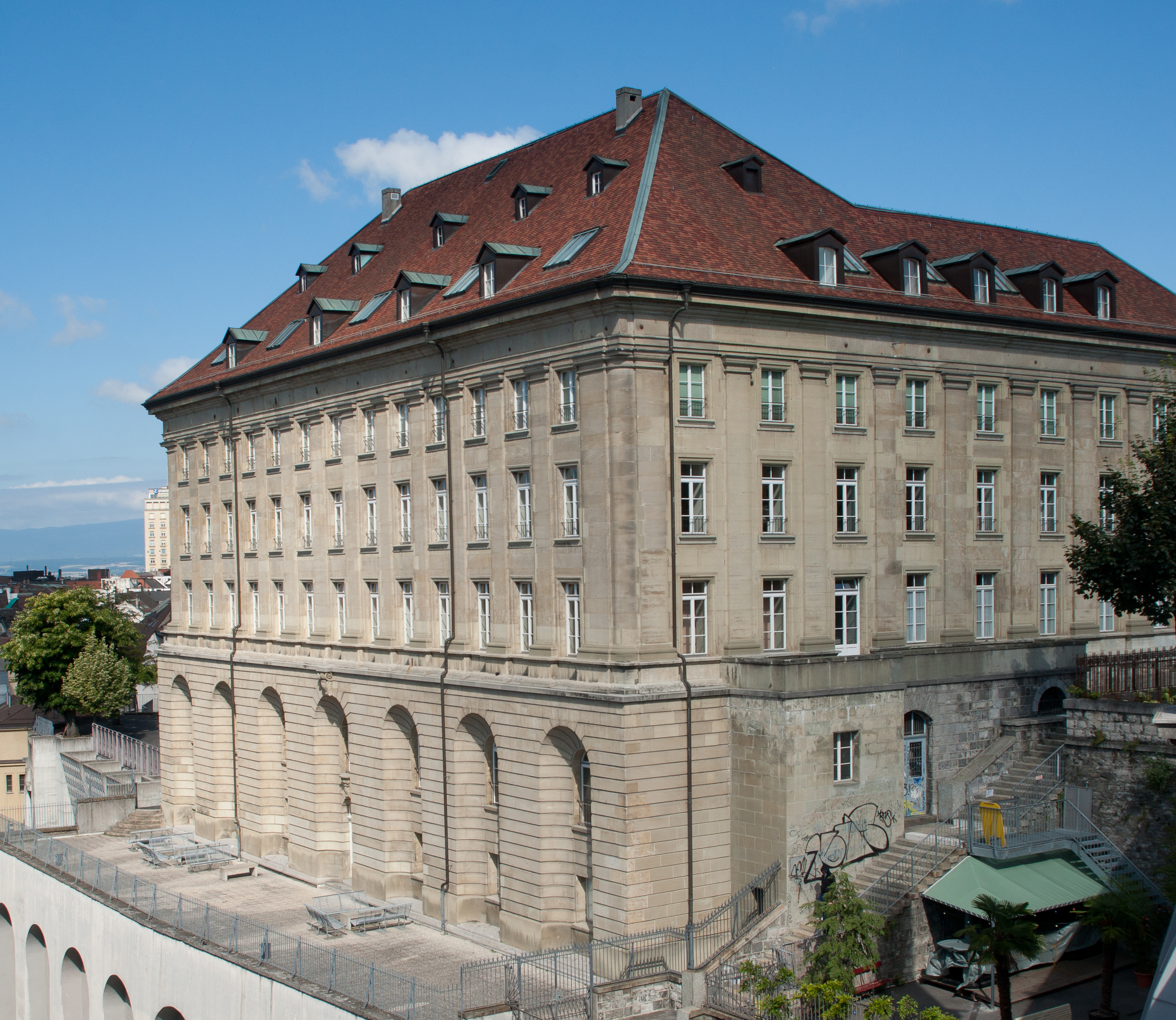
Altes Spital in Lausanne

Rodolphe de Crousaz (* 1710; heimatberechtigt in Lausanne; † 15. November 1776 ebenda, Stadt und Republik Bern) war ein Architekt und Stadtbaumeister von Lausanne.

## Leben und Werk
Rodolphe de Crousaz war Herr zu Mézery und entstammte der gleichnamigen Linie der Familie Crousaz. Seine Eltern waren der Oberst und Grossweibel Benjamin de Crousaz und Anne-Hélène Panchaud. Die Ehe ging er mit Suzanne d’Albenas ein.
Crousaz erhielt fast alle Aufträge von der Stadt, obwohl er mit Gabriel Delagrange im Wettbewerb stand. Über seine Ausbildung ist nichts bekannt. Seine Hauptwerke, die Fassade der reformierten Kirche Saint-Laurent (1761–1763) und das Alte Spital (1766–1771), sind die beiden bedeutendsten Bauwerke, die in Lausanne im 18. Jahrhundert entstanden sind. Während seine Pläne (1766) zur Restaurierung der Kathedrale in Lausanne und zum Bau der Kirche in Morges (1768) nicht ausgeführt wurden, konnte er mit dem Lyoner Architekten Léonard Roux die Arbeiten in Morges (1772–1776) vollenden.
Im Umland von Lausanne wirkte Crousaz am Bau der Schlösser Beaulieu (1763–1766) und Vidy (1771–1774) sowie des Hauses zu Bois-de-Vaud (1769–1771) mit. Für seinen Bruder Henri errichtete er ein nicht mehr bestehendes Haus in Le Chêne. Die Erneuerung des eigenen Schlosses in Mézery ist Crousaz mit Sicherheit zuzuschreiben.
Obwohl er bei der Bauüberwachung der reformierten Kirche von Prilly (auch Temple de Broye genannt, 1765–1766) nur einige Nachbesserungen an den Plänen Delagranges vornahm, gab er das Gebäude als sein eigenes Werk aus.